# 南加爾萊克 (密歇根州)
南加爾萊克（英語：South Gull Lake）是位於美國密歇根州卡拉馬祖縣羅斯鎮區的一個普查規定居民點。

## 人口
根據2020年美國人口普查的數據，南加爾萊克的面積為8.15平方千米，當中陸地面積為3.50平方千米，而水域面積為4.65平方千米。當地共有人口1179人，而人口密度為每平方千米144.66人。